# SV Spaichingen
Der SV Spaichingen (offiziell: Sportverein Spaichingen 08 e.V.) ist ein Sportverein mit Sitz in Spaichingen im baden-württembergischen Landkreis Tuttlingen.

## Geschichte

### Fußball

#### Gründungszeit bis Zweiter Weltkrieg
Der Verein wurde im Jahr 1908 zuerst als reiner Fußballklub gegründet. Im Jahr 1910 schloss sich der Verein dann dem Turnverein an und wurde eine Abteilung dieses Vereins. Danach brach aber der Erste Weltkrieg aus, womit der Spielbetrieb ruhte. 1920 wurde der Turnverein dann jedoch inklusive aller Abteilungen neugegründet. In der Saison 1920/21 nahm die Mannschaft dann erstmals an Verbandsspielen der C-Klasse teil. Im Oktober 1922 wurde die Spielabteilung dann wieder eigenständig und nannte sich von da an Sportverein Spaichingen. Der Aufstieg in die A-Klasse gelang dann erstmals 1924. Im April 1931 gelang dann wiederum der Aufstieg in die Bezirksliga. Wobei man sich 1935 schon wieder unten in der Kreisklasse befand. Durch einen erneuten Aufstieg in die Abteilung Schwarzwald der Fußball-Bezirksklasse Württemberg im Jahr 1936 konnte sich die Mannschaft Ende der 30er Jahre in der Spitzengruppe eben jener Liga festsetzen und somit in der Saison 1939/40 an der Aufstiegsrunde zur Gauliga Württemberg teilnehmen. Dort musste sich die Mannschaft jedoch der SpVgg Untertürkheim und der SpVgg Ludwigsburg geschlagen geben und wurde nur dritter und damit letzter der Tabelle. Während des Zweiten Weltkriegs wurde dann die Aktivität mitsamt der nicht eingezogenen Spieler fortgeführt. In der gleichen Zeit wurde zudem auch eine Frauen-Mannschaft gegründet. Im August 1945 wurde gleich nach dem Ende des Krieges mit einigen zurück gekehrten Spielern der Spielbetrieb wieder aufgenommen.

#### Zeit in den höchsten Amateurklassen
Im Jahr 1946 wurde dann an Punktspielen im Kreis Tuttlingen teilgenommen und 1947 aus der Sportgemeinde Spaichingen erneut eine Fußball-Abteilung gegründet. Zur Saison 1947/48 gelang dann der Aufstieg in die Landesliga Südwürttemberg. Aus dieser Stieg die Mannschaft mit 8:36 Punkten nach 22 Spielen aber auch sofort wieder ab. Doch der direkte Wiederaufstieg sollte klappen und die Mannschaft nahm in der Saison 1949/50 wieder an der Liga teil. Am Ende dieser Saison stand die Mannschaft mit 10:34 Punkten auf dem letzten Platz. Da die Liga zur nächsten Saison allerdings sowieso aufgelöst wurde, stieg der SVS dieses Mal in die 2. Amateurliga ab. Der Aufstieg in die 1. Amateurliga Schwarzwald-Bodensee sollte dabei erst zur Saison 1960/61 klappen. Hier platzierte sich die Mannschaft am Ende der Saison auf dem 13. Platz was an der Teilnahme an einem Entscheidungsspiel um den Abstieg bedingte. Das Ergebnis von diesem Spiel ist nicht mehr bekannt. Jedoch stieg der Verein danach wieder in die 2. Amateurliga ab. Am 12. Juli 1964 stand die Mannschaft zudem im Finale des WFV-Pokals gegen die SpVgg Neckarsulm, vor 2.000 Zuschauern musste sich der SVS jedoch auswärts mit 3:2 geschlagen geben. Im Juni 1967 wurde dann das neue Unterbachstadion eingeweiht.

#### Abstieg auf die Bezirksebene und darunter
Nach langer Zeit in der 2. Amateurliga folgte dann 1979 der Abstieg in die Bezirksliga. Nach der Saison 1982/83 konnte dann wieder der Meistertitel in der Bezirksliga Schwarzwald gefeiert werden, womit der erneute Aufstieg in die Landesliga wieder möglich wurde. Nach der Saison 1984/85 war diese Zeit aber schon wieder vorbei und die Mannschaft stieg wieder in die Bezirksliga ab. Nach der Saison 1989/90 stieg der Verein dann sogar in die Kreisliga A ab. Nach der Saison 1993/94 ging es dann weiter runter in die Kreisliga B, aus der man eine Saison später auf sofort wieder aufstiegen konnte. Im Juni 1998 konnte durch den Meistertitel in der Kreisliga A dann schlussendlich die Rückkehr in die Bezirksliga gefeiert werden. Diese Phase sollte bis zur Saison 2008/09 reichen nach dieser der SVS über den vorletzten Platz mit nur 18 Punkten wieder abstieg. Von nun an in der Kreisliga A2 spielend platzierte sich der Verein in der ersten Saison in dieser Liga im Mittelfeld auf dem neunten Platz. In der Saison 2010/11 landete das Team mit nur 4 Punkten Abstand auf den Meister, am Ende der Saison auf dem zweiten Platz. Eine Saison später konnte dann mit 75 Punkten wieder der Aufstieg gefeiert werden. Auch hier gelang in der ersten Saison mit dem siebten Platz eine Platzierung im Mittelfeld der Liga.
Nach einer Saison ohne erste Mannschaft trat das Team ab der Saison 2015/16 dann wieder in der Kreisliga C3 an und belegte dort den dritten Platz. Nach der Saison 2017/18 gelang dann mit 57 Punkten wieder der Aufstieg. Seit der Saison 2018/19 spielt der Verein in der Kreisliga B2.

### Leichtathletik
Im Jahr 1924 wurde eine Leichtathletik-Abteilung gegründet. Diese bekam im Anfang Juni 1973 mit der Abteilung Sportabzeichen einen Nachfolger, welche heute die Freizeitsport-Abteilung darstellt. Bei der Deutschen Leichtathletik-Meisterschaft im selben Jahr wurde Gaby Steimer für den SVS startend über die 1500 Meter in der Gesamtwertung sechste.

### Badminton
Ende Juni 1976 bekam der Verein eine eigene Badminton-Abteilung. In der Saison 1998/99 wurde Clemens Rocholl der für den SVS startete zusammen mit Sebastian Strödke (TSV Neubiberg-Ottobrunn) im Herrendoppel zweiter bei der Deutschen Juniorenmeisterschaft. Zudem stieg die 1. Mannschaft des Vereins im Jahr 1998 in die Regionalliga auf. Nach einer Zeit der Abstinenz konnte Ende April 2007 erneut der Aufstieg in die Regionalliga Süd geschafft werden.

### Hockey
Von Januar 1992 bis 2000 gab es eine eigenständige Hockey-Abteilung.

### Sonstiges
Im Januar 1997 wurde eine „Rock´n Roll“-Abteilung in den Verein mit aufgenommen. Zudem wurde ab Januar 2005 eine Box-Sparte angeboten.